# Euroschinus falcatus
Espèce
Statut de conservation UICN

 LC  : Préoccupation mineure
Euroschinus falcatus est une espèce de plantes de la famille des Anacardiaceae.

## Distribution
Ce taxon est endémique d'Australie.

## Liste des variétés
Selon GBIF (5 septembre 2023) :
- Euroschinus falcata var. angustifolia Benth., 1863
- Euroschinus falcata var. falcata
- Euroschinus falcata var. typica Domin, 1928
- Euroschinus falcatus var. angustifolia Benth.
- Euroschinus falcatus var. falcatus

## Systématique
Le nom correct complet (avec auteur) de ce taxon est Euroschinus falcatus Hook.fil..
Euroschinus falcatus a pour synonymes :
- Euroschinus falcatus var. typica Domin
- Euroschinus parvifolius S.Moore
- Rhus euroschina F.Muell.
- Sorindeia falcata (Hook.fil.) Marchand